# NGC 6278
NGC 6278 (również PGC 59426 lub UGC 10656) – galaktyka soczewkowata (S0), znajdująca się w gwiazdozbiorze Herkulesa. Odkrył ją William Herschel 15 maja 1784 roku.